# Marian Kijowski
Marian Kijowski (ur. 24 marca 1884 w Laszkach Zawiązanych, zm. po 1 września 1939) – podpułkownik dyplomowany piechoty Wojska Polskiego.

## Życiorys
Urodził się 24 marca 1884 w Laszkach Zawiązanych, w ówczesnym powiecie rudeckim Królestwa Galicji i Lodomerii. Na stopień kadeta-zastępcy oficera został mianowany ze starszeństwem z 1 września 1905 i wcielony do Galicyjskiego Pułku Piechoty Nr 95 we Lwowie. W szeregach tego oddziału wziął udział w mobilizacji sił zbrojnych Monarchii Austro-Węgierskiej, wprowadzonej w związku z wojną na Bałkanach (1912–1913), a następnie walczył podczas I wojny światowej. W latach 1912–1914 był komendantem oddziału karabinów maszynowych 2. batalionu, detaszowanego w Fočy. W czasie służby w cesarskiej i królewskiej Armii awansował na kolejne stopnie w korpusie oficerów piechoty: porucznika (starszeństwo z 1 maja 1908), nadporucznika (starszeństwo z 1 maja 1913) i kapitana (starszeństwo z 1 września 1915).
15 lipca 1920 został zatwierdzony z dniem 1 kwietnia 1920 w stopniu majora, w piechocie, w grupie oficerów byłej armii austro-węgierskiej. Pełnił wówczas służbę w Dowództwie Okręgu Generalnego Kraków. 1 czerwca 1921 pełnił służbę w Oddziale I Sztabu Ministerstwa Spraw Wojskowych, a jego oddziałem macierzystym był 3 Pułk Strzelców Podhalańskich. 3 maja 1922 został zweryfikowany w stopniu majora ze starszeństwem od 1 czerwca 1919 i 87. lokatą w korpusie oficerów piechoty. 1 listopada 1922 został „powołany do służby Sztabu Generalnego z prawem jednorocznego doszkolenia w Wyższej Szkole Wojennej”. Był wówczas przydzielony z 3 psp do Szefostwa Administracji Armii. W 1923 był przydzielony do Biura Szefa Administracji Armii. W tym czasie przysługiwał mu, obok stopnia wojskowego, tytuł „przydzielony do Sztabu Generalnego”. 18 maja 1923 prezydent RP, „w sprostowaniu formalnych pomyłek w liście starszeństwa oficerów zawodowych” zatwierdził go w stopniu podpułkownika ze starszeństwem od 1 czerwca 1919 i 154,5. lokatą w korpusie oficerów piechoty. Z dniem 2 listopada 1923 został przydzielony z Szefostwa Administracji Armii do macierzystego pułku z jednoczesnym odkomenderowaniem na jednoroczny kurs doszkolenia w Wyższej Szkole Wojennej w Warszawie. Z dniem 15 października 1924, po ukończeniu kursu i otrzymaniu dyplomu naukowego oficera Sztabu Generalnego, został przydzielony do Służby Transportowo-Kolejowej w Oddziale IV Sztabu Generalnego. 23 grudnia 1927 został przeniesiony do kadry oficerów piechoty z pozostawieniem na dotychczas zajmowanym stanowisku w Oddziale IV SG. W lipcu 1929 został przeniesiony służbowo do Powiatowej Komendy Uzupełnień Warszawa Miasto IV na stanowisko komendanta. We wrześniu 1930 został przeniesiony do Dowództwa Okręgu Korpusu Nr I w Warszawie na stanowisko inspektora poborowego. Z dniem 31 marca 1932 został przeniesiony w stan spoczynku. W 1934, jako oficer stanu spoczynku pozostawał w ewidencji Powiatowej Komendy Uzupełnień Warszawa Miasto III. Posiadał przydział do Oficerskiej Kadry Okręgowej Nr I. Był wówczas „przewidziany do użycia w czasie wojny”.
W czasie kampanii wrześniowej służył w Szefostwie Komunikacji Naczelnego Wodza.

## Ordery i odznaczenia
- Krzyż Oficerski Orderu Odrodzenia Polski – 10 listopada 1928 „za zasługi na polu przygotowania kolei do potrzeb wojny i organizacji służby transportowo-kolejowej”[30][31]
- Złoty Krzyż Zasługi – 16 marca 1928 za zasługi na polu organizacji i administracji wojska”[32][33]

austriackie
- Brązowy Medal Zasługi Wojskowej z mieczami na wstążce Krzyża Zasługi Wojskowej[5]
- Krzyż Jubileuszowy Wojskowy[5]
- Krzyż Pamiątkowy Mobilizacji 1912–1913[5]